# Ernest Simoni
Ernest Simoni (sinh 1928) là một Hồng y người Albania của Giáo hội Công giáo Rôma. Ông vốn là một linh mục thuộc Tổng giáo phận Shkodrë-Pult trước khi được Giáo hoàng Phanxicô thăng lên trật Hồng y năm 2016. Ông là vị hồng y được chọn từ vị trí linh mục duy nhất của triều đại Giáo hoàng Phanxicô.

## Thân thế và tu tập
Hồng y Simoni sinh ngày 18 tháng 10 năm 1928 tại Troshani, Albania. Gia đình của ông là một gia nghèo, phải đi đến thành phố để kiếm sống, ông có một người em trai út là bác sĩ và hiện đang cư ngụ tại nhà ông này. Cha ông rất tích cực tham gia vào các hoạt động của giáo xứ địa phương. Ông thường trợ giúp các công việc trong thánh lễ và có thể dành cả ngày để trợ giúp vị linh mục. Từ rất sớm, chàng trai tuổi Ernest Simoni đã quyết định gia nhập Dòng Phan Sinh. Khoảng năm 10 tuổi (1938), ông gia nhập trường dòng Phan Sinh, bằt đầu con đường tu tập.
Năm 1948, tại Albani chế độ Cộng sản do Enver Hoxha cầm đầu quyết định xử bắn các tu sĩ, trục xuất các chủng sinh và sử dụng các nhà dòng trở thành địa điểm tra tấn. Nhà dòng Phan Sinh cũng chịu chung số phận. Được chế độ Cộng sản đánh giá là còn có thể lợi dụng, chủng sinh Ernest được đưa đến vùng núi để dạy học. Lợi dụng khu vực xa xôi hẻo lánh và thoát khỏi sự kìm kẹp từ phía chính quyền tại thủ đô Tirana, ông đã quyết định trở lại công việc của một nhà truyền giáo.

## Linh mục
Dù bị áp lực của thực hiện chế độ nghĩa vụ quân sự, ngày 7 tháng 4 năm 1958, Phó tế Simoni được truyền chức trở thành linh mục. Tân linh mục là thành viên linh mục đoàn Tổng giáo phận Shkodrë-Pult. Vâng lời giám mục sở tại, chủng sinh Simoni không tu tập theo Dòng Phan Sinh mà chuyển sang tu trở thành linh mục triều.
Sau khi chế độ Cộng sản nắm quyền kiểm soát Albani, nhiều Đảng viên Cộng sản hỏi linh mục Simoni:Làm thế nào mà ông có thể lừa dối nhiều người với những lời dối trá của mình? và ông đã hồi đáp:Giáo hội đã tồn tại gần 2.000 năm để cứu rỗi linh hồn. Câu trả lời của linh mục Simoni khiến ông trở thành mối đe dọa cho Đảng và họ quyết định tìm cách thúc đẩy ông nói xấu về Đảng, kể cả dùng cách thức hối lộ cho một số bạn bè của ông để thuyết phục ông có phát biểu chống lại chính phủ. Nhận thức được điều này, linh mục Simoni không có phát biểu nào chống chính phủ.
Chiều Lễ Giáng Sinh năm 1963, linh mục Simoni bị bắt giam vì lý do cử hành lễ cầu nguyện cho cố Tổng thống Hoa Kỳ John F. Kennedy, cũng là một tín hữu Công giáo trong vài ngày sau khi ông này bị ám sát. Bản án dành cho linh mục trẻ tuổi là tử hình, nhưng sau đó lại được đổi bằng 25 năm lao động khổ sai tại mỏ crôm ở trại tập trung Spaçi. Điều kiện sinh hoạt trong trại tù rất khủng khiếp. Tù nhân bị ép buộc làm việc trong các mỏ đồng trong nhiều giờ trong điều kiện thời tiết lạnh giá. Thời tiết cũng khiến nhiều tù nhân chết cóng. Nước trong trại tù bị ô nhiễm đồng, và chuyển sang màu đỏ.
Sau nhiều năm, linh mục Simoni trở thành người cha thiêng liêng của nhiều tù nhân. Vì thế, khi điều kiện thuận lợi, ông quyết định bí mật cử hành thánh lễ cho họ. Nhắc nhớ về giai đoạn này, ông phát biểu: Ngay cả người Hồi Giáo cũng tham dự thánh lễ vì họ cảm nghiệm có sự hiện diện của Chúa trong giây phút này. Thánh lễ do ông cử hành bằng tiếng Latinh, dành cho những người mà ông tin cậy. Do không có sách lễ, linh mục Simoni dựa vào trí nhớ của mình. Trợ giúp cho vị linh mục, một người bạn của ông mang bánh mì và rượu vang từ ngoài tuồn vào trong trại tù.
Mười năm sau khi vào tù, ngày 22 tháng 5 năm 1973, linh mục Simoni lại bị kết án tử oan, về một âm mưu phản kháng. Các tù nhân lên tiếng làm chứng cho vị linh mục và ông đã thoát án tử lần này. Sau khi được tạm tha năm 1981, chế độ Cộng sản Albania yêu cầu cha mẹ ông thuyết phục ông kết hôn và rời khỏi chức vụ linh mục. Họ cam kết với thân phụ của ông nếu khuyến khích được ông kết hôn, họ sẽ không bao giờ đưa ông vào tù nữa. Linh mục Sioni nhận được tin và kiên quyết từ chối việc này. Chính vì thế, ông vẫn bị xếp vào loại "kẻ thù của dân tộc" và tiếp tục bị cưỡng bức lao động trong các đường cống ở Shkodër cho đến khi chế độ tại Albania sụp đổ năm 1991. Trong thời gian này, ông vẫn lén lút cử hành thánh lễ, cử hành nghi thức Giải tội và trừ tà tại một thị trấn nhỏ gần Shkoder.
Linh mục Simoni dù tuổi cao, nhưng vẫn luôn tích cực trong các hoạt động thường ngày cũng như tôn giáo: Ông thức dậy sớm, dành cho mình buổi tập đi bộ. Trong ngày, ông cử hành lễ, thực hiện nghi thức Giải tội, thăm người bệnh, cử hành nghi thức làm phép nhà, tang lễ,... Buổi chiều, ông dành thời gian cầu nguyện qua điện thoại với các cộng đoàn Albania ở Berlin, Luân Đôn, New York,... Ngoài ra, ông còn có khả năng và thường cử hành cách nghi thức trừ quỷ. Sau khi chế độ Cộng sản sụp đổ tại Albania, linh mục Simoni đóng vai trò người hòa giải, giúp cho khoảng sáu mươi gia đình miền núi giải hòa tránh các vụ việc thanh toán, trả thù lẫn nhau.
Ngày 21 tháng 9 năm 2014, Giáo hoàng Phanxicô viếng thăng Albani và dừng lại tại thủ đô Tirana. Tại đây, linh mục Simoni có bài phát biểu kể về sự khó khăn của ông cũng như đồng bào mình với đức tin Công giáo trong điều kiện bị đàn áp tàn bạo dưới chế độ Cộng sản làm giáo hoàng xúc động sâu sắc.

## Hồng y
Qua Công nghị Hồng y 2016 được cử hành vào ngày 19 tháng 11, Giáo hoàng Phanxicô đã chọn vị linh mục lớn tuổi Simoni nhận tước vị Hồng y. Tân Hồng y được bổ nhiệm vào vị trí Hồng y Đẳng Phó tế Nhà thờ Santa Maria della Scala. Tân Hồng y cử hành thánh lễ ở nhà thờ dành cho người Albania ở Rôma sau đó vào ngày 21 tháng 11. Tân Hồng y cũng cho biết sẽ cất phẩm phục màu đỏ dành cho hồng y vào tủ đế cất đi, không sử dụng.
Tân Hồng y Simoni đã đến nhận nhà thờ Hiệu tòa của mình vào ngày 11 tháng 2 năm 2017.